# Hemicopsis
Hemicopsis là một chi bướm đêm thuộc họ Geometridae.